# 髙田萌生
髙田 萌生（たかた ほうせい、1998年7月4日 - ）は、岡山県新見市出身の元プロ野球選手（投手）。右投右打。新見市ふるさと大使。

## 経歴

### プロ入り前
小学校3年時からソフトボールを始め、明徳義塾中学校では軟式野球部に所属した。中学3年の夏に四国大会ベスト4。高校は出身の岡山に戻り、創志学園高等学校では1年時から控え投手としてベンチ入り。2年秋に岡山県大会・中国大会の全9試合、79イニングを完投し、中国大会で優勝した。第46回明治神宮野球大会では初戦で山﨑颯一郎擁する敦賀気比と対戦したが、8回5失点で敗退した。
第88回選抜高等学校野球大会では初戦で東海大甲府と対戦し、9回1失点完投勝利を収めた。2回戦の高松商戦は5失点を喫し、敗退した。
3年夏の岡山大会決勝では、玉野光南を9回表に逆転し、創志学園が初の甲子園出場を決めた。この試合で創志学園は8回終了時に0-1でリードされ、9回表一死一塁の場面で難波侑平が投ゴロ併殺に打ち取られたものの、自打球でファウルだったとのアピールが通り、判定が覆ったため試合を再開。その後逆転での優勝となった。第98回全国高等学校野球選手権大会では初戦で盛岡大附を打者一巡まで抑えたが、4回から崩れ5回2/3を10失点。最速152km/hを2度計測したものの、敗退した。高校の1学年上には石原貴規、1学年下には難波侑平がいた。
2016年10月20日に行われたプロ野球ドラフト会議では読売ジャイアンツから5位指名を受け、11月11日に契約金3500万円、年俸500万円で仮契約を結んだ。背番号は53。担当スカウトは益田明典。

### 巨人時代
2017年は、ファームで過ごした。オフに、20万円増の推定年俸520万円で契約を更改した。
2018年、7月29日の中日ドラゴンズ戦（東京ドーム）でプロ初登板初先発を果たすも、2回6安打4四死球6失点で降板し敗戦投手となり、一軍登板はこの1試合のみでシーズンを終えた。同年のイースタン・リーグでは11勝2敗、防御率2.69、勝率.846と最多勝・最優秀防御率・最高勝率の三冠を獲得した。オフに、160万円増の推定年俸680万円で契約を更改した。
2019年は先発を含む2試合に登板もプロ初勝利とはならなかった。オフに、30万円増の推定年俸710万円で契約を更改した。その後は古川侑利とともにプエルトリコウィンターリーグに派遣され、7試合の登板で36回を投げ、1勝2敗、防御率2.00、奪三振20の成績を残した。
2020年、オープン戦では中継ぎで4試合に登板し、0勝1敗、防御率3.86と好調をキープしていたが、開幕が延期となったこともあり開幕一軍を逃した。

### 楽天時代
2020年、開幕直後の7月14日に高梨雄平とのトレードで東北楽天ゴールデンイーグルスへ移籍することが発表された。背番号は巨人時代と同じく53。
移籍前後を通じて2020年は一軍での登板はなく、二軍では10試合に登板し、4勝1敗、防御率5.66の成績だった。オフに、現状維持の推定年俸690万円で契約を更改した。
2021年3月27日、右ヒラメ筋損傷で登板を回避した田中将大の代役として対北海道日本ハムファイターズ戦に急遽先発登板。これが楽天での一軍初登板となったが、3回途中6安打4失点で降板し、敗戦投手となった。この年はこれ以降先発登板はなく、シーズンを終えた。11月22日、前年より10万円増の推定700万円で契約を更改した。
2023年は一軍登板がなく、10月11日に戦力外通告を受けた。12球団合同トライアウトに参加し、150km/h前後の直球を連発してアピールを行った。

### 楽天退団後
11月23日、同じく楽天退団となった福森耀真、引地秀一郎と共に、地元・岡山県の社会人野球クラブチームのショウワコーポレーションへの入団が発表された。監督の亀澤恭平は「人間性はもちろん、チームを強くする思い、将来のビジョンのすべてにマッチする」と獲得の理由を説明し、「岡山の顔にならなければいけない存在」とエースとしての期待をかけられている。
2025年の第96回都市対抗ではチームとしての出場は逃したが、JR西日本の補強選手として出場することが決まった。

## 選手としての特徴
最速154km/hの直球とスライダーのコンビネーションが持ち味。
小学生時代からの憧れであった松坂大輔の投球フォームを研究し、松坂にそっくりなフォームを作り上げ、「松坂2世」とも呼ばれた。2018年オフに松坂に合同自主トレを申し入れ快諾されたが、日程の折り合いがつかず実現しなかった。松坂が現役を引退した直後の2022年2月、春季キャンプの視察に来ていた松坂から直接指導をしてもらい、スライダーを伝授してもらった。

## 詳細情報

### 年度別投手成績
| 年 度     | 球 団     | 登 板 | 先 発 | 完 投 | 完 封 | 無 四 球 | 勝 利 | 敗 戦 | セ 丨 ブ | ホ 丨 ル ド | 勝 率 | 打 者 | 投 球 回 | 被 安 打 | 被 本 塁 打 | 与 四 球 | 敬 遠 | 与 死 球 | 奪 三 振 | 暴 投 | ボ 丨 ク | 失 点 | 自 責 点 | 防 御 率 | W H I P |
| --------- | --------- | ----- | ----- | ----- | ----- | -------- | ----- | ----- | -------- | ----------- | ----- | ----- | -------- | -------- | ----------- | -------- | ----- | -------- | -------- | ----- | -------- | ----- | -------- | -------- | ------- |
| 2018      | 巨人      | 1     | 1     | 0     | 0     | 0        | 0     | 1     | 0        | 0           | .000  | 15    | 2.0      | 6        | 0           | 3        | 0     | 1        | 0        | 0     | 0        | 6     | 6        | 27.00    | 4.50    |
| 2019      | 巨人      | 2     | 1     | 0     | 0     | 0        | 0     | 0     | 0        | 0           | ----  | 22    | 5.0      | 7        | 0           | 2        | 1     | 0        | 7        | 0     | 0        | 3     | 3        | 5.40     | 1.80    |
| 2021      | 楽天      | 4     | 1     | 0     | 0     | 0        | 0     | 1     | 0        | 0           | .000  | 39    | 7.2      | 13       | 1           | 5        | 0     | 0        | 8        | 1     | 0        | 9     | 8        | 9.39     | 2.35    |
| 2022      | 楽天      | 3     | 0     | 0     | 0     | 0        | 0     | 0     | 0        | 0           | ----  | 24    | 5.0      | 5        | 1           | 5        | 1     | 0        | 5        | 0     | 0        | 5     | 4        | 7.20     | 2.00    |
| 通算：4年 | 通算：4年 | 10    | 3     | 0     | 0     | 0        | 0     | 2     | 0        | 0           | .000  | 100   | 19.2     | 31       | 2           | 15       | 2     | 1        | 20       | 1     | 0        | 23    | 21       | 9.61     | 2.34    |

- 2023年度シーズン終了時

### 年度別守備成績
| 年 度 | 球 団 | 投手  | 投手  | 投手  | 投手  | 投手  | 投手     |
| 年 度 | 球 団 | 試 合 | 刺 殺 | 補 殺 | 失 策 | 併 殺 | 守 備 率 |
| ----- | ----- | ----- | ----- | ----- | ----- | ----- | -------- |
| 2018  | 巨人  | 1     | 0     | 0     | 0     | 0     | ----     |
| 2019  | 巨人  | 2     | 0     | 0     | 0     | 0     | ----     |
| 2021  | 楽天  | 4     | 0     | 0     | 0     | 0     | ----     |
| 2022  | 楽天  | 3     | 0     | 2     | 0     | 0     | 1.000    |
| 通算  | 通算  | 10    | 0     | 2     | 0     | 0     | 1.000    |

- 2023年度シーズン終了時

### 記録
初記録
投手記録
- 初登板・初先発：2018年7月29日、対中日ドラゴンズ14回戦（東京ドーム）、2回6安打6失点で敗戦投手
- 初奪三振：2019年6月19日、対オリックス・バファローズ2回戦（東京ドーム）、2回表にステフェン・ロメロから見逃し三振

打撃記録
- 初打席：2019年6月19日、対オリックス・バファローズ2回戦（東京ドーム）、3回裏に榊原翼から空振り三振

### 背番号
- 53（2017年 - 2023年）

### 登場曲
- 「Welcome to TOKYO」三代目J Soul Brothers（2017年）
- 「Angel」RYUJI IMAICHI（2018年）
- 「Pretender」Official髭男dism（2019年 - ）
- 「Mela!」緑黄色社会（2021年 - ）
- 「へでもねーよ」藤井風（2022年 - ）